# Jesse Shera
Jesse Hauk Shera (8. prosince 1903 – 8. března 1982) byl americký knihovník, pedagog a informační vědec, jehož práce výrazně ovlivnila rozvoj knihovnictví a informační vědy. Silně zastával potřeby teoretické báze pro informační disciplíny a sociální epistemologie byla pro něj odpovědí.
Shera se narodil v Oxfordu v Ohiu jako jediné dítě Charlese Hypese Shery, mlékaře, a Jessie Hauk Shery. V roce 1921 absolvoval střední školu William McGuffey High School, kde byl aktivním členem školního orchestru a debatního týmu. V roce 1925 získal bakalářský titul z anglického jazyka na univerzitě v Miami a o dva roky později obdržel magisterský titul z anglické literatury na Yaelově univerzitě. V roce 1944 získal titul Ph.D. z knihovnictví na Chicagské univerzitě.
V roce 1928 se Shera oženil s May Bickhamovou, rovněž knihovnicí, s níž měl dvě děti: Mary Helen a Edgara Brookse.

## Kariéra
Jeho profesní dráha v oblasti knihovnictví začala v roce 1927, kdy se Shera stal asistentem knihovníka na Univerzitě v Miami. O rok později přijal pozici bibliografa a vědeckého asistenta ve Scrippsově nadaci pro výzkum populačních problémů.
V roce 1940 byl jmenován vedoucím projektu „sčítání lidu a knihovny“ v Kongresové knihovně, jehož cílem bylo shromáždit ucelený soubor informací o obyvatelstvu a demografii. V následujícím roce byl Shera jmenován zástupcem vedoucího na Centrálním informačním oddělení Úřadu strategických služeb, ale v roce 1944 odešel, aby se stal pomocným knihovníkem na Chicagské univerzitě, kde ještě téhož roku získal doktorát z knihovnictví.
Shera již ve 30. letech navrhoval zavedení kolektivních akvizic a meziknihovní výpůjční služby. V České republice byla meziknihovní výpůjční služba poprvé definována ve dvou paragrafech zákona č. 53/1959 Sb., o jednotné soustavě knihoven. V roce 1950 s kolegyní Margaret Eganovou vydal konferenční spisy Bibliographic Organization. Ve svém příspěvku došel k závěru, že základem bibliografické organizace je klasifikace. Shera vždy hájil humanistickou podstatu knihovnictví, a to i prostřednictvím svých technických přínosů, jako byl vývoj systematického katalogu zaměřeného na zlepšení vyhledávání informací z pohledu uživatele. V roce 1951 zveřejnil „průzkumnou esej“ zaměřenou na počátky systematické bibliografie v Americe, která představovala první zásadní krok, jenž vedl ke shromáždění informací na toto téma. Referenčními službami se dále zabýval v knize Introduction to Library Science (1976), která dodnes významně ovlivňuje referenční profesi.
V roce 1952 se stal děkanem Fakulty knihovnictví na Western Reserve Univerzitě (nyní Case Western Reserve University), kde rozšířil fakultu a zavedl doktorský program. V tomtéž roce Shera přeorganizoval Americký dokumentační institut (ADI), který se nakonec stal Americkou společností informačních vědců. Pod jeho vedením se CWRU stala průkopníkem v oblasti automatizace knihovních systémů, čímž Shera přispěl k modernizaci knihovnických služeb. V České republice začala automatizace v knihovnách až v 70. letech 20. století.
V roce 1955, ve spolupráci s Jamesem Perrym a Alanem Kentem, založil Centrum pro výzkum dokumentace a komunikace (CDRC), jehož účelem byl rozvoj výukového a výzkumného programu v nově vznikajícím oboru vyhledávání informací, stejně jako integrace informačních systémů do praxe. V roce 1956 se Centrum podílelo na vzniku konference, které se zúčastnilo 700 zástupců z různých mezioborových oblastí, aby zde řešili společné problémy. Centrum následně zastřešovalo mnoho dalších interdisciplinárních setkání.
V 60. letech 20. století se Shera začal věnovat projektu „sociální epistemologie“, který původně realizoval spolu se svou kolegyní Margaret Eganovou. Cílem projektu bylo formulovat epistemologický základ pro knihovnictví, v němž by byly propojeny bibliografie, knihovnická praxe a tehdy nově vznikající koncepce dokumentace. Tento výzkum navazoval na práci Douglase Waplese, jenž zkoumal sociální dopady čtení a kladl si základní otázky týkající se nové disciplíny, kterou Shera nazval sociální epistemologií. Tato disciplína zkoumá způsoby, jakými společnost přistupuje ke znalostem obsaženým v dokumentech a jak je interpretuje. Pohlížel na ni jako na celistvý systém procesů, kterými společnost kolektivně dosáhla určitého stavu poznání. V profesi knihovníka nachází sociální epistemologie praktické uplatnění v roli prostředníka mezi člověkem a jeho přístupem k zaznamenané informaci. K tomu slouží nástroje, jako jsou předmětová hesla, indexy a další prostředky pro věcnou analýzu dokumentů.
V tomtéž období byl Shera světově uznán jedním z "velkých starců" v oblasti informací. V roce 1965 byl jmenován prezidentem Lyndonem B. Johnsonem do prezidentského výboru pro zaměstnávání handicapovaných, jelikož Shera se celý život potýkal se strabismem. V roce 1966 ho prezident Johnson jmenoval do devítičlenného poradního výboru pro výzkum knihoven a vzdělávacích projektů.
Shera byl velmi aktivní v profesních organizacích a v různých dobách sloužil jako generální ředitel téměř ve všech organizacích, do kterých patřil. Tyto organizace zahrnovaly Chicagský Knihovní Klub, Ohio Knihovní Sdružení, Sdružení Amerických Knihovních Škol, Beta Phi Mu (Čestné knihovnické bratrstvo), a Profesionální Pánský Klub Cleveland. Působil také v Radě Americké Knihovní Asociace a patřil do Americké Asociace pro Pokrok Vědy, Americké Společnosti pro Informační vědu (nyní Americká Společnost pro Informační Vědu a Techniku), Phi Beta Kappa a Phi Alpha Theta (bratrství historie).
Jako děkan univerzity Case Western Reserve (CWRU) odešel oficiálně do důchodu v roce 1970. Po odchodu působil rok jako hostující profesor na univerzitě v Texasu a do CWRU se vrátil jako děkan a emeritní profesor v roce 1972. Nadále pokračoval v psaní a publikování, přednášení a prací se studenty a kolegy. V roce 1976 mu Ball State Univerzita udělila čestný doktorát.
Až do své smrti 8. března 1982 udržoval a pravidelně navštěvoval svou kancelář na Case Western Reserve Univerzitě.

## Ocenění
- Medaile Melvila Deweyho (1968). Americká Knihovní Asociace
- Cena za zásluhy. Asociace pro Informační Vědu a Techniku (ASIS&T)[12] (1973)
- Cena Josepha W. Lippincotta. (1973). Americká Knihovnická Asociace
- Čestné Členství Americké Národní Asociace (1976)
- Člen Americké Asociace pro Vědecký Pokrok (1982)

## Publikace
- Introduction to library science: basic units of library service. Littleton, Colo.: Libraries Unlimited, 1976. ISBN 0-87287-173-8.
- Education for librarianship in the United States and Canada. Liverpool:Liverpool Polytechnic, Department of Library and Information Studies,1975. ISBN 0-90153-704-7.
- Knowing books and men; knowing computers too. Littleton, Colo., Libraries Unlimited, 1973. ISBN 0-87287-073-1.
- The foundations of education for librarianship. New York: Becker and Hayes 1972. ISBN 0-471-78520-2.
- "The complete librarian"; and other essays. Cleveland: Press of Western Reserve University, 1971, 1979. ISBN 0-8295-0193-2.
- Sociological foundations of librarianship. New York: Asia Pub. House 1970. ISBN 0-210-22283-2.
- The silent stir of thought: or, what the computer cannot do. New York: The College, 1969.
- Documentation and the organization of knowledge. Hamden: Archon Books, 1966.
- Libraries and the organization of knowledge. London: C. Lockwood 1965.
- An epistemological foundation for library science. Cleveland: Press of Western Reserve University,1965.
- Information resources: a challenge to American science and industry. Cleveland: Press of Western Reserve University. 1958.
- The classified catalog: basic principles and practices. Chicago: American Library Association, 1956.
- Documentation in action / Jesse H. Shera, Allen Kent, James W. Perry [editors]. New York: Reinhold Publishing, 1956.
- Historians, books and libraries: a survey of historical scholarship in relation to library resources, organization and services. Cleveland: Press of Western Reserve University, 1953.
- Bibliographic organization. Chicago: University of Chicago Press, 1951.
- Foundations of the public library: the origins of the public library movement in New England, 1629–1855. Chicago: University of Chicago Press, 1952,1949.
- An eddy in the western flow of America culture. Ohio state archæological and historical quarterly. Oxford, 1935.
- The age factor in employment, a classified bibliography, by J.H. Shera ... Bulletin of bibliography and dramatic index. Boston: Boston Book, 1931-32.

## Propojení s českými autory
Významné osobnosti z České republiky, které se věnovaly podobným tématům jako Jesse Shera:
- Jiří Cejpek (1928-2005) byl knihovník, profesor katedry knihovnictví a průkopník informační vědy v ČR. Stejně jako Shera se zabýval automatizovanými systémy a obhajoval nové technologie při zpracování informací.[13] Mezi jeho zásadní díla patří Dějiny knihoven a knihovnictví (Praha, 1998) a Informace, komunikace, myšlení (Praha, 2005).[14]
- Jiří Mahen (1882-1939) byl knihovník, středoškolský profesor a ředitel městské brněnské knihovny. Zasloužil se o modernizaci knihovních služeb, propagoval čtenářství, kladl důraz na odbornost knihovníků. V Knížce o čtení praktickém (1924) dal poprvé do souvislosti činnost veřejných knihoven a techniku duševní práce.[15]
- Zdeněk Václav Tobolka (1874-1951) je považován za “otce zakladatele” moderního českého knihovnictví.[16] Zasloužil se o rozvoj odborného knihovnického vzdělávání. Věnoval se katalogizaci a bibliografii, což jsou oblasti, které Shera považoval za klíčové pro vývoj knihoven a organizaci znalostí. Vydal pravidla jmenného a předmětového katalogu a pravidla popisu prvotisků.[17]